# リマ症候群
リマ症候群（リマしょうこうぐん、英：Lima syndrome）は、誘拐・監禁事件などの犯人が人質と長時間過ごすうちに、人質に対して親近感を抱くようになる現象。しばしば「ストックホルム症候群」と対比させて使われる。
警察白書では「犯人が人質に感化され、同一化を望む過程で、犯人が人質の文化を取り入れ、学習し、その結果として、犯人の人質に対する攻撃的態度が緩和されること」と定義されている。

## 語源
1996年に起きた「在ペルー日本大使公邸占拠事件」が由来である。同事件ではテロリストグループが殺害対象だったものも含めて人質に同情してしまっていた。同事件発生から127日目に要求を受け入れられなかったペルー政府は強行突入を開始した。この際、ゲリラ組織は人質に発砲したが、女性メンバーは日本人の人質を撃つことができなかったため、日本人は処刑を免れて次々公邸から脱出し、結果的に全員が脱出に成功した。

## 詳細
リマ症候群では以下のような症状が見られることがある。
- 誘拐犯が被害者を傷つけるようなことをしない
- 被害者にある程度の自由を与えたり、解放してしまうことすらある
- 誘拐犯が被害者の心身の健康を心配する
- 被害者と会話をする
- 時には、誘拐犯は被害者に個人的な情報を共有することすらある。例えば、子どもの頃の話や人生の目標、願望など
- 被害者に対して約束することすらある。例えば、”俺がお前を守る”であったり、”あなたには悪いことは何も起こらないよ”というような発言をする
- 時には、誘拐犯が被害者に好意を抱いてしまうことすらある

## 作品

### 小説
- アン・パチェット（英語版）作『ベル・カント (小説)（英語版）』（2001年）[8]

### 映画
- ポール・ワイツ監督『ベル・カント とらわれのアリア』（2018年）[9][10]